# ريزار
ريزار (بالألبانية: Gzim Selmani‏) هو مصارع محترف هولندي في مصارعة دبليو دبليو اي وكوّن فريق مع اكام بأسم «أي أو بي» .
بدأ ريزار بممارسة رياضة الجودو وهو في سن الرابعة واستمر برياضة الكيك بوكسينغ حتى الثانية عشر من عمره.

## روابط خارجية
- ريزار على موقع IMDb (الإنجليزية)
- ريزار على موقع شيردوغ (الإنجليزية)
- ريزار على موقع دبليو دبليو إي (الإنجليزية)
- ريزار على موقع WrestlingData.com (الإنجليزية)
- ريزار على موقع CageMatch worker (الإنجليزية)
- ريزار على موقع قاعدة بيانات المصارعة على الإنترنت (الإنجليزية)
- ريزار على موقع عالم المصارعة على الإنترنت (الإنجليزية)
- ريزار على موقع عالم المصارعة على الإنترنت (الإنجليزية)